# Joseph Hartmann Stuntz
Joseph Hartmann Stuntz, född 23 juli 1793 i Arlesheim, död 18 juni 1859 i München var en schweizisk tonsättare och dirigent.
Joseph Hartmann Stuntz kom 1808 till hovkapellet i München och avslutade sin musikaliska utbildning, bland annat som elev till Antonio Salieri mellan 1813 och 1816. Från 1816 till 1818 var han kapellmästare vid den italienska operan i München, 1824 blev han operadirektör och 1825 förste hovkapellmästare. Framför allt gjorde han sig ett namn som kompositör av vokalmusik, förutom operor, många sånger och körmusik skrev han kyrko- och kammarmusik.
I Sverige är Stuntz mest känd som tonsättare av studentsången Dåne liksom åskan bröder.